# Simon van Marion
Simon van Marion (Rotterdam, 7 december 1907 – Uddel (gem. Apeldoorn), 16 juli 1984) was een Nederlandse onderwijzer en politicus.
Van Marion was een hoofdonderwijzer en lts- en mavo-leraar die twee periodes voor de Boerenpartij in de Eerste Kamer zat. Als secretaris van de Boerenpartij was hij een vertrouweling van Hendrik Koekoek.
- Biografisch Portaal: 85564574
- Parlement.com: vg09llgoi2d5